# أبو درع
إسماعيل حافظ اللامي المعروف باسم أبو درع وا معروف بزرقاوي الشيعة واهو رجل مليشيا عراقي شيعي اُتهم رجاله بترويع وقتل السنة. يُزعم أن هدفه هو الانتقام لمقتل الشيعة على أيدي المسلحين السنة في العراق، مع أنه ذكر أنه يقاتل من أجل جميع العراقيين ويستهدف فقط «المحتلين».

## السيرة الشخصية
لا يُعرف سوى القليل عن خلفية أبو درع، ومع ذلك، إذا حكمنا من خلال لقبه، فمن المحتمل أنه ينتمي إلى قبيلة بني لام المعدانية. يعتقد أنه فر إلى مدينة الصدر كلاجئ، وقد فر إلى بغداد بعد تدمير القرى الشيعية في الأهوار الجنوبية للعراق. كما يعتقد أنه متزوج ولديه طفلان.
أبو درع كان يعمل من مدينة الصدر، وهي أيضا معقل ميليشيا رجل الدين الشيعي مقتدى الصدر جيش المهدي. لقد اكتسب سمعة لقيادته لفرق الموت الشيعية والهجمات الوحشية التي استهدفت المسلمين السنة وحالات الخطف الجماعي في وضح النهار.
كما اتهم بتنظيم عملية خطف واغتيال عضو هيئة الدفاع عن الرئيس العراقي السابق صدام حسين المحامي خميس العبيدي وورد أن ابن أبو درع قد سحب الزناد. يُعتقد أنه تم التخلي عنه مؤخرًا، على الأقل ضمنيًا، من قبل مقتدى الصدر بسبب عمليات القتل غير المقصودة.
من المعروف أيضًا أن الميليشيات الموالية لأبو درع تحرق منازل السنة في مدينة الصدر كجزء من حملتها لتطهير المنطقة طائفيًا.

## هجمات
- يقال إن أبو درع كان مسؤولًا عن اختطاف العشرات من السنة الذين تم انتشال جثثهم من مكب للقمامة في السدة وهي منطقة قاحلة غير شرعية بالقرب من مدينة الصدر.
- زعم أنه استولى على أسطول من سيارات الإسعاف الحكومية التي دخلها 40 إلى 50 من شباب السنة حتى مقتلهم علي يده، حيث قاد سيارات الإسعاف إلى حي الأعظمية الذي يهيمن عليه السنة في بغداد، وأعلن عن مكبرات الصوت: «تبرعوا بالدم للمجاهدين! الشيعة يقتلون إخوانكم المجاهدين.»[5]
- كما يشاع أن أبو درع كان العقل المدبر لخطف النائب السني تيسير المشهداني في يوليو 2006 والذي أُطلق سراحه بعد شهرين من الأسر.[6] ويقال أيضًا أنه أشرف على الإخلاء القسري لمئات العائلات السنية من المناطق التي يسيطر عليها الشيعة في العاصمة وبعض المدن النائية.
- ذُكر أن أبو درع أشرف على اختطاف خمسة مواطنين بريطانيين من وزارة المالية العراقية في 29 مايو 2007.[7]
- قالت المجله الغربية صنداية تايمز في ٢٠٠٧ أن فرقة أبي درع تقف وراء إعدام آلاف المدنيين السنة, وأبو درع نفسه يجد نشوة في القتل أحيانا برصاصة في الرأس وأحيانا بالحفر بالدريل في رؤوس ضحاياه, وربما خيرهم بين القتل برصاصة أو التعذيب حتى الموت بقوالب الخرسانة المسلحة ووذكرت أنه لا يمر يوم إلا وتعثر فيه الشرطة العراقية على مزيد من الجثث في أراض قاحلة قريبة من بغداد يطلق عليها العراقيون "فندق السعادة" المروع, حيث ترمى جثث الضحايا السنة وقد بدت عليها آثار التعذيب.ويظهر الفيديو كذلك أبا درع وهو يسقي جملا بعض الكولا ويتبجح بأنه سيضحي به احتفالا بقتل نائب الرئيس العراقي طارق الهاشمي إن هو تمكن من قتله.

## ادعاءات كاذبة بالموت
في بيان صدر في 4 ديسمبر 2006، أعلنت دولة العراق الإسلامية مسؤوليتها عن مقتل أبو درع على طريق شمال بغداد. جاء هذا الادعاء بعد ثلاثة أيام من بيان أصدره الجيش الإسلامي في العراق والذي أعلن مسؤوليته عن مقتل أبو درع. وقد زعم أنه شارك في مقابلة بالوكالة مع سيدني مورنينج هيرالد أجراها مراسل الشرق الأوسط المخضرم بول ماكجو في 20 ديسمبر 2006. لقد كانت أول مقابلة حصرية له كانت مع وكالة رويترز للأنباء التي نشرت في 16 نوفمبر 2006.
وفقًا للمخابرات الأمريكية، فر أبو درع إلى إيران، ليهرب من الأسر في أوائل عام 2007، ومنذ ذلك الحين كان يوجه قواته من خارج إيران. وفي أغسطس 2010، وبعد أن شكل رئيس الوزراء العراقي نوري المالكي حكومة ائتلافية مع رجل الدين المتمرد مقتدى الصدر، كانت هناك تقارير تفيد بأن أبو درع قد سُمح له بالعودة إلى العراق.

### ظهورات لاحقة
ظهر أبو درع في مسيرة مناهضة لداعش نظمها لواء اليوم الموعود في يونيو 2014 في استعراض للقوة استجابة لمكاسب داعش الأخيرة.
بعد مقتل قاسم سليماني وأبو مهدي المهندس في عام 2020، عاد أبو درع إلى الساحة بشكل أوضح مشاركًا في مظاهرات ضد الوجود العسكري الاجنبي في العراق. لقد تم تداول عدة صور يظهر فيها أبو درع قريبًا من ساحات الاعتصام في بغداد ضمن ما يعرف بالقبعات الزرق التابعة للتيار الصدري.

## في الثقافة الشعبية
وفقًا لأليكس فون تونزلمان من الغارديان، فإن الشخصية المعروفة باسم «الجزار» في الفيلم قناص أمريكي الذي صدر عام 2014، والذي شوهد على نطاق واسع، قد تستند إلى «أبو درع».

## روابط خارجية
- هل هذا القاتل الجماعي الأكثر غزارة في العراق؟، التايمز، 21 يناير 2007
- وجه وحشية العراق، تايم، 28 نوفمبر 2006
- الزرقاوي الشيعي: نبذة عن أبو درع، مؤسسة جيمس تاون، 16 نوفمبر 2006
- عدو جديد يظهر - الزرقاوي الشيعي [وصلة مكسورة]، نيوزويك، 13 نوفمبر 2006
- بغداد تتحدث عن «زرقاوي الشيعة»، وكالة الصحافة الفرنسية، 8 يوليو 2006